# Anthering
Anthering é um município da Áustria, situado no distrito de Salzburg-Umgebung, no estado de Salzburgo. Tem 25,24 km² de área e sua população em 2019 foi estimada em 3.756 habitantes.